# Habenaria mayersii
Habenaria mayersii là một loài thực vật có hoa trong họ Lan. Loài này được Ruschi mô tả khoa học đầu tiên năm 1946.